# Joanna Dworakowska
Joanna Dworakowska (Varsavia, 21 ottobre 1978 – Varsavia, 13 aprile 2024) è stata una scacchista polacca.

## Biografia
Joanna Dworakowska nacque a Varsavia il 21 ottobre 1978. Vinse il campionato femminile polacco tre volte: nel 1997, nel 1998 e nel 2001. Ricoprì il grado FIDE di Maestro Internazionale e Gran Maestro Donna.
Fu membro della squadra femminile polacca che vinse la medaglia di bronzo alle Olimpiadi degli scacchi di Bled del 2002, la medaglia d'oro al Campionato europeo a squadre del 2005 a Göteborg, in Svezia, e una medaglia d'argento all'Europeo a squadre del 2007. 
Morì a Varsavia il 13 aprile 2024 all'età di 45 anni per un cancro alle ovaie.